# Henry Tonks

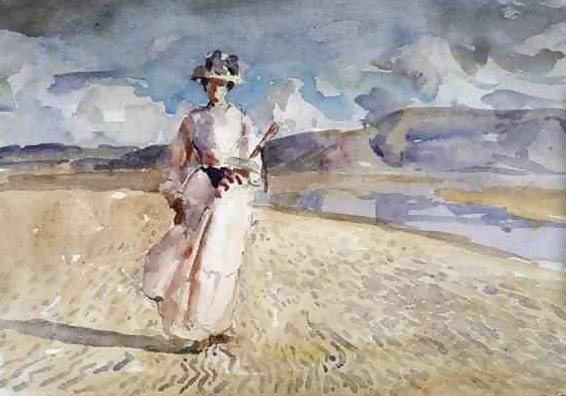
Woman Walking on Sand, asi 1910

Henry Tonks (9. dubna 1862 Birmingham – 8. ledna 1937 Londýn) byl britský chirurg a později umělec a malíř převážně figurálních obrazů, interiérů a také karikaturista. Stal se významným učitelem umění. Byl jedním z prvních britských umělců, kteří byli ovlivněni francouzskými impresionisty; vystavoval s klubem New English Art Club a spolupracoval s mnoha významnými umělci pozdní viktoriánské Británie, včetně Jamese McNeilla Whistlera, Waltera Sickerta, Johna Singera Sargenta nebo George Clausena.

## Život a kariéra chirurga
Narodil se 9. dubna 1862 v Solihullu. Jeho rodina vlastnila slévárnu mosazi v Birminghamu. Navštěvoval Bloxham School, potom Clifton College v Bristolu a pak studoval medicínu v Royal Sussex County Hospital v Brightonu (1882-1885) a v Londýnské nemocnici v Whitechapelu (1885-88). V roce 1886 se stal lékařem v Londýnské nemocnici pod vedením sira Fredericka Trevese. O dva roky později byl zvolen členem Royal College of Surgeons (Královské školy chirurgů) a přešel do Royal Free Hospital v Londýně. Od roku 1892 přednášel anatomii na lékařské škole v Londýnské nemocnici.

## Umělec
Od roku 1888 absolvoval večerní studium ve Westminsterské umělecké škole pod vedením Fredericka Browna. Od roku 1891 vystavoval obrazy s Novým anglickým uměleckým klubem a právoplatným členem klubu se stal v roce 1895.
V roce 1892 se Frederick Brown stal profesorem výtvarného umění Slade na londýnské University College a Henry Tonks tam začal také vyučovat. Tonks se stal „nejvýznamnějším učitelem své generace“. Mezi jeho významné žáky na Slade patří například Winifred Knights, David Bomberg, William Lionel Clause,, Mukul Dey, Ian Fairweather, Mark Gertler, Harold Gilman, Spencer Gore, Edna Clarke Hall, Augustus John, Gwen John, Percy Wyndham Lewis, Hyam Myer, William Orpen, Isaac Rosenberg, Stanley Spencer, Christopher R. W. Nevinson a Rex Whistler. Jeho sarkasmus způsobil, že sestra F. M. Mayora Alice opustila školu před dokončením. Jeho student Paul Nash vzpomíná na Tonksovy zvláštní způsoby jednání při jejich prvním setkání takto:
Tonks si nic nedělal z jiných autorit, a sám neměl rád sebevědomé mladé muže... Jeho chirurgické oko se přehrabovalo v mých nezralých výkresech. S upřeným pohledem očí s pokleslými horními víčky, se zatrpklými ústy, visel ve vzduchu nade mnou jako velký otazník, a kromě toho byl spíš uštěpačný než zvědavý. Na Slade mě přivítal chladným a odrazujícím tónem. Bylo zřejmé, že se domníval, že ani Slade, ani já, z toho pravděpodobně mít velký užitek nebudeme.

## První světová válka

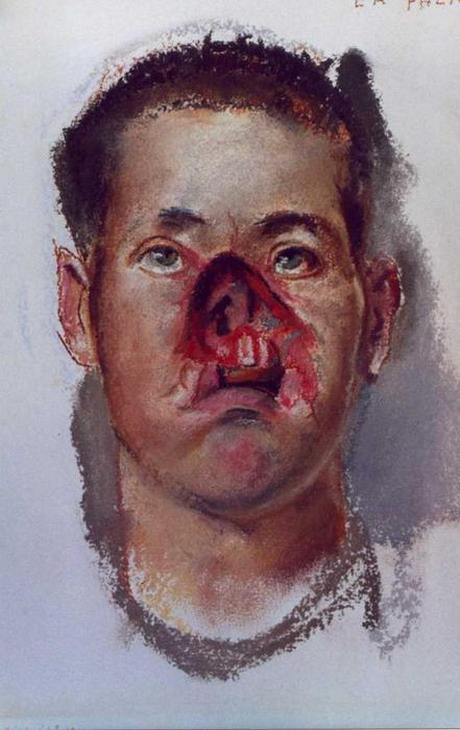
Pastelová kresba vážného poranění nosu, asi 1918

V roce 1914 Tonks pokračoval ve své profesi lékaře, nejprve u vojenského tábora v Dorchesteru a pak v Hill Hall v Essexu. Vytvořil pastelové kresby Augusta Rodina a jeho manželky, kteří v té době byli uprchlíky. O rok později sloužil jako zdravotní sanitář u nemocnice Britského Červeného kříže poblíž Marne ve Francii, a připojil se k sanitní jednotce v Itálii. V roce 1916 se stal poručíkem v Royal Army Medical Corps a pro Harold Gillies vytvářel pastelové kresby případů obličejové újmy ve vojenské nemocnici v Aldershotu a v Královské nemocnici v Sidcupu. Tyto kresby se staly uznávaným příspěvkem v rámci výstav Faces of Battle v Muzeu národní armády v roce 2008 a podruhé na Henry Tonks: Art and Surgery v londýnské University College v roce 2002. Zmínku o něm najdeme také v Kafka's Wound autora Willa Selfa.
Tonks se v roce 1918 stal oficiálním válečným umělcem a doprovázel Johna Singera Sargenta na cestě po západní frontě. V srpnu 1918 byli oba svědky válečného pole raněných mužů poblíž města Le Bac du Sud u francouzského Doullens, která se stala inspirací Sargentova obrovského plátna Gassed. Tonks jako válečný umělec došel v roce 1919 s Britským expedičním sborem až do ruského Archangelsku.

## Pozdější život
Následoval Fredericka Browna a v letech 1918 – 1930 působil na Slade jako profesor výtvarného umění. Ačkoli zpočátku odmítl své jmenování ve prospěch Waltera Sickerta, a místo vzal až ve chvíli, kdy jej Sickert odmítl. Mezi Tonksovy poválečné studenty patřili například Thomas Monnington, William Coldstream, Helen Lessore, Lesley Blanch nebo Philip Evergood. Helen Lessore, která v roce 1923 založila galerii Beaux Arts Gallery se svým manželem Frederickem popsali Tonkse následovně: "Ohromná, dominantní postava, asi 6 stop a 4 palce (193 cm) vysoký, štíhlý, s asketickým pohledem, velkýma ušima, očima s pokleslými horními víčky, nosem jako orlí zobák a rozechvělými velbloudími ústy".
V roce 1930 odešel do důchodu a odmítl nabídku rytířského titulu. V roce 1936 se v londýnské Tate Gallery uskutečnila výstava jeho díla a v té době to byla v Tate teprve druhá retrospektiva žijícího britského umělce.
Zemřel ve svém domě v Chelsea 8. ledna 1937.
Jeho malba Saline Infusion: An incident in the British Red Cross Hospital, Arc-en-Barrois z roku 1915, která zobrazuje pacienta, kterému lékaři aplikují do žíly fyziologický roztok byla v roce 2018 použita na obálce knížky Michaila Bulgakova Morfium.

## Galerie

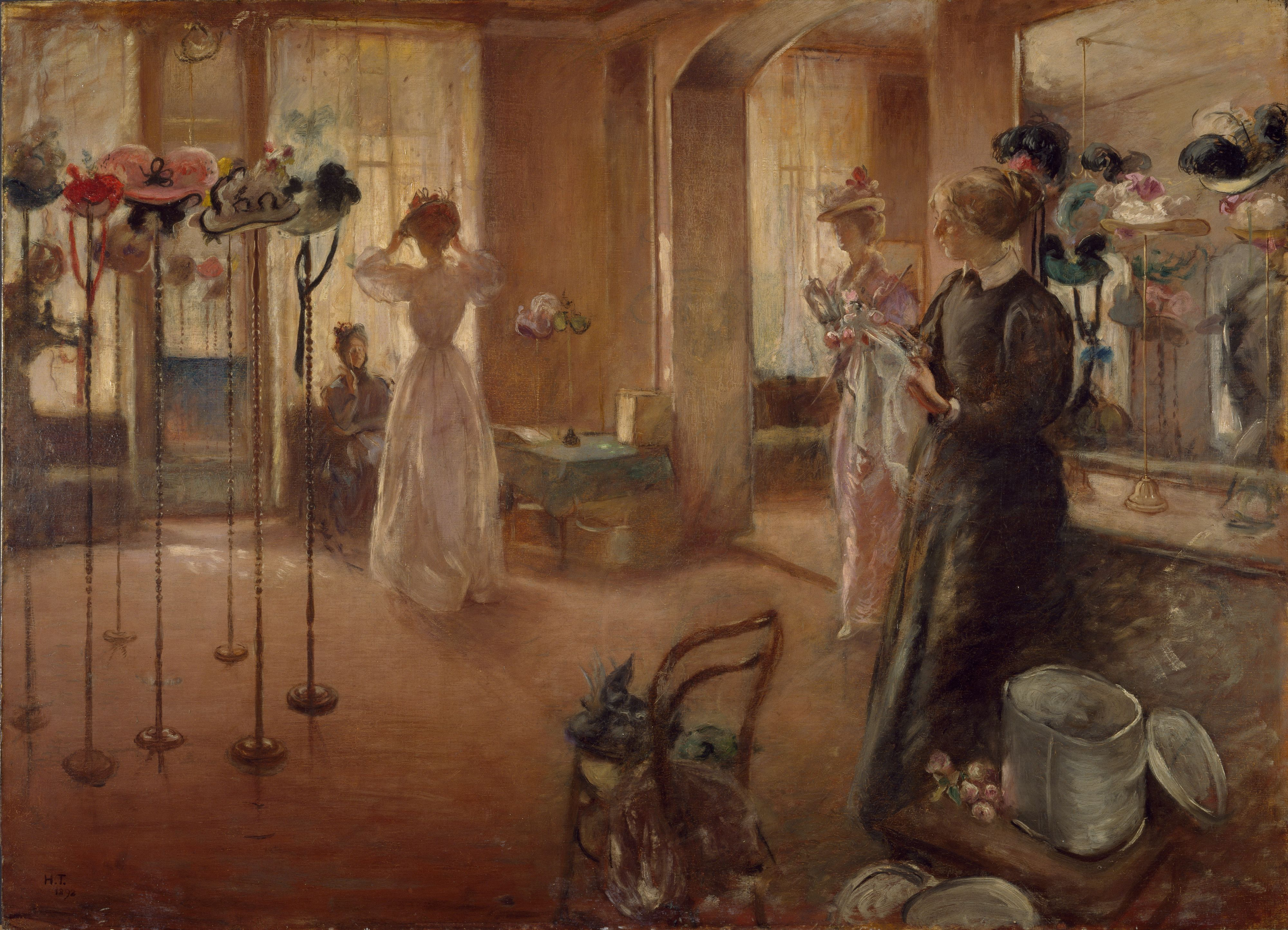
Henry Tonks: The Hat Shop (1892), olej na plátně
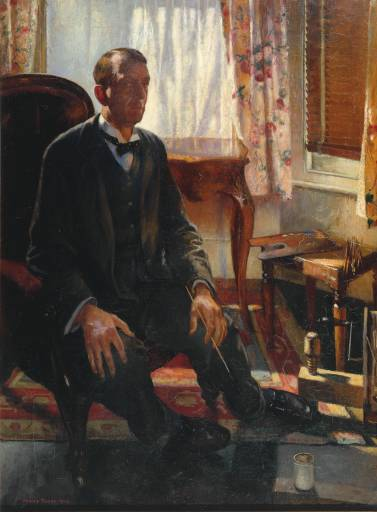
Henry Tonks: Autoportrét (1909)
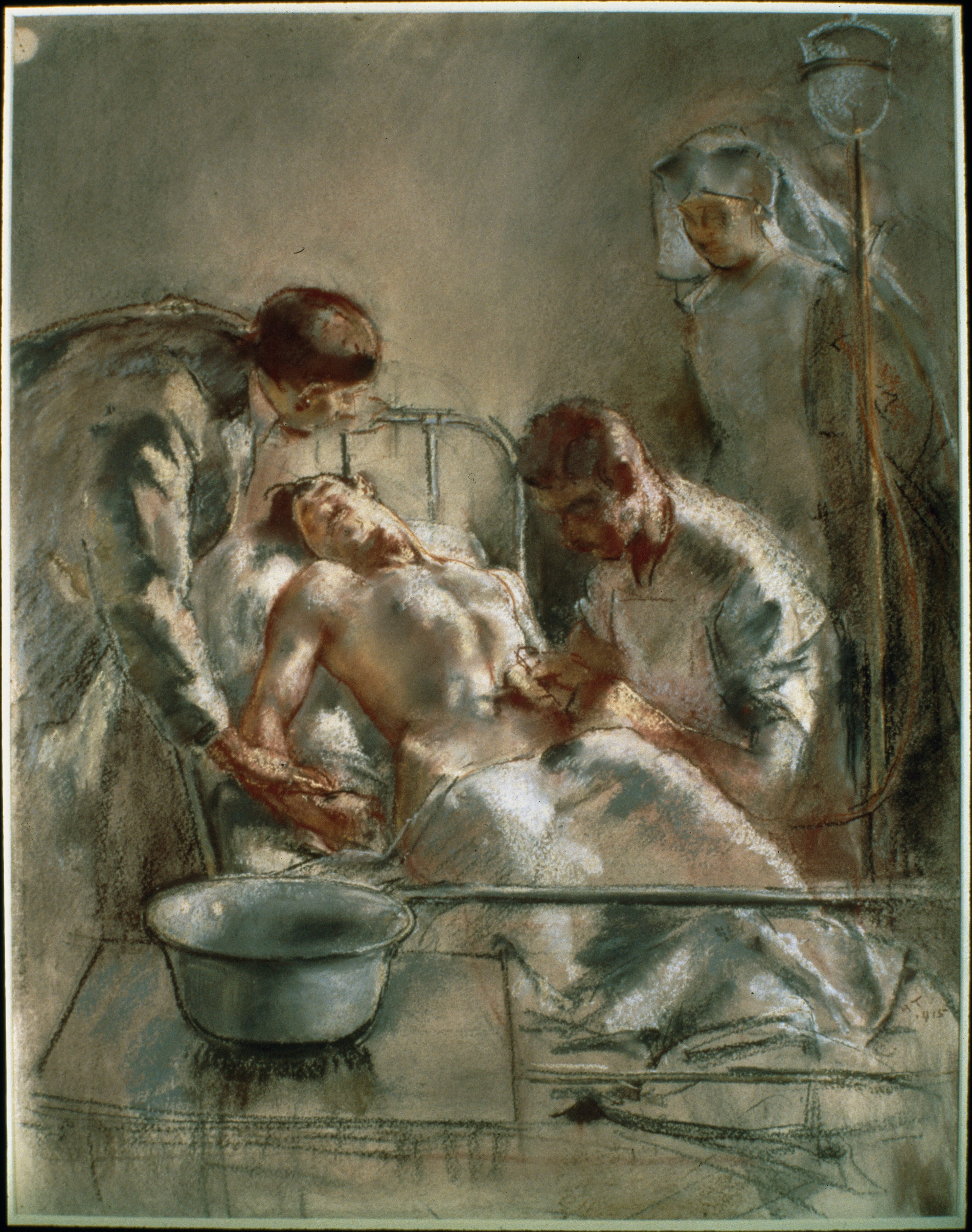
Henry Tonks: Saline Infusion: An incident in the British Red Cross Hospital, Arc-en-Barrois, 1915 (1915)
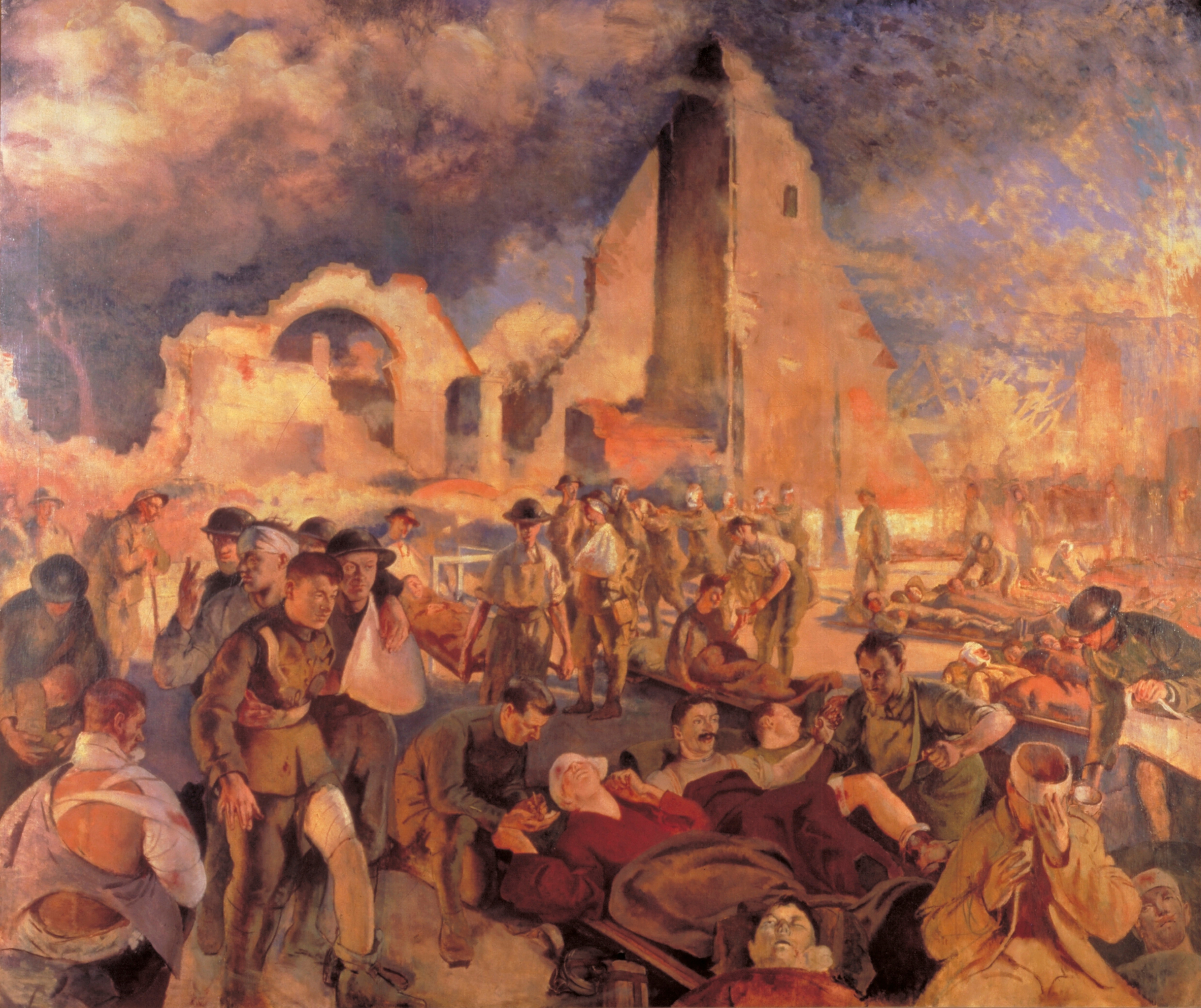
Henry Tonks: An Advanced Dressing Station (1918), olej na plátně
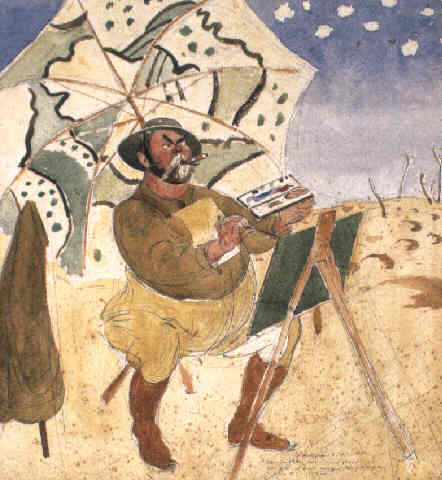
Henry Tonks: John Singer Sargent painting (asi 1918)
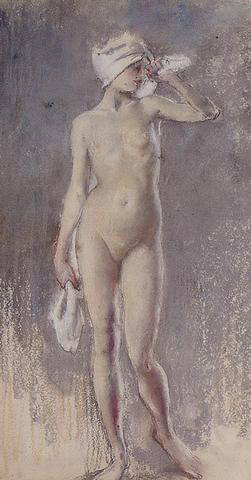
Henry Tonks:  Standing figure (asi 1918)
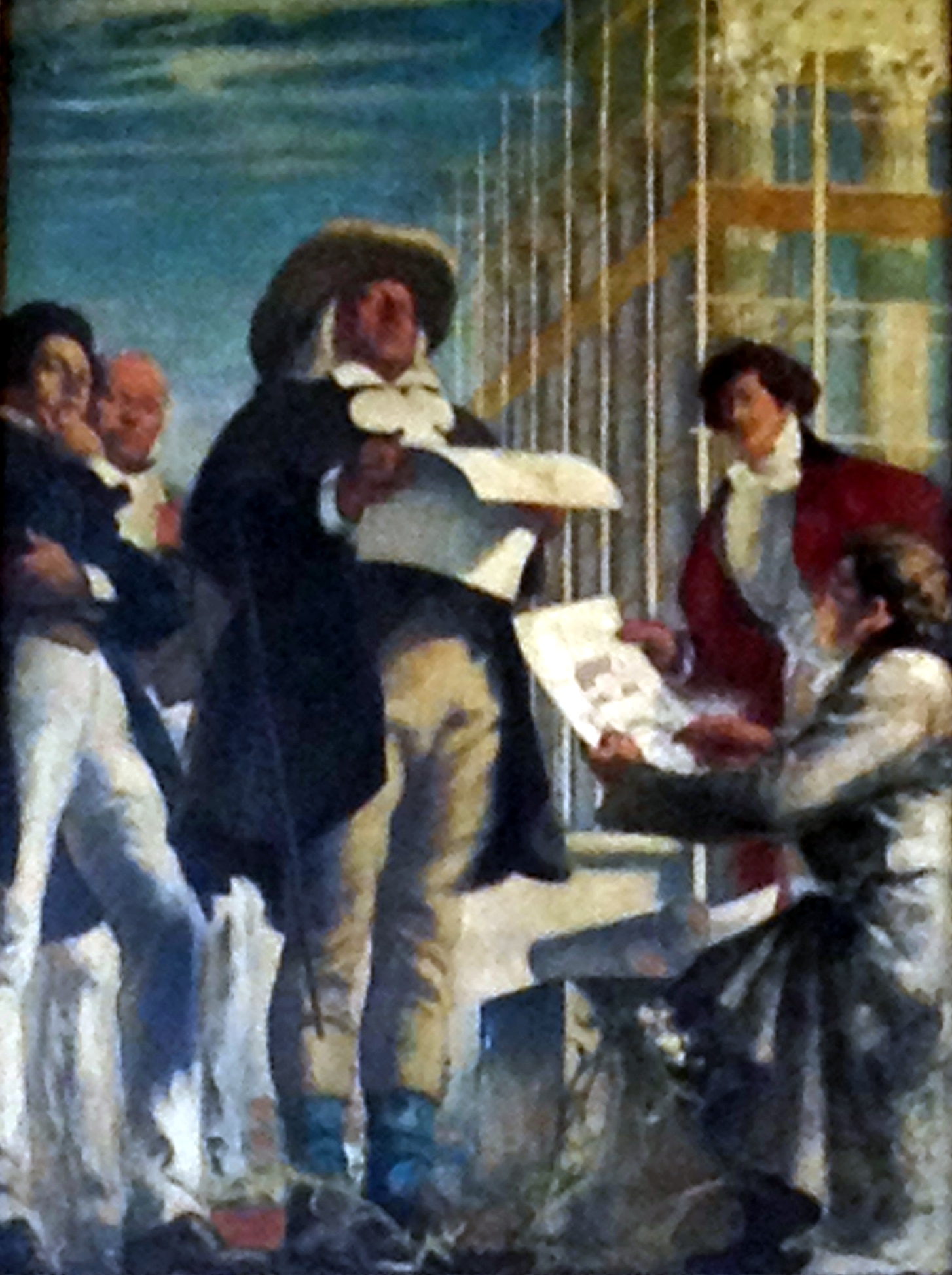
Henry Tonks: The Four Founders of UCL (asi 1923)
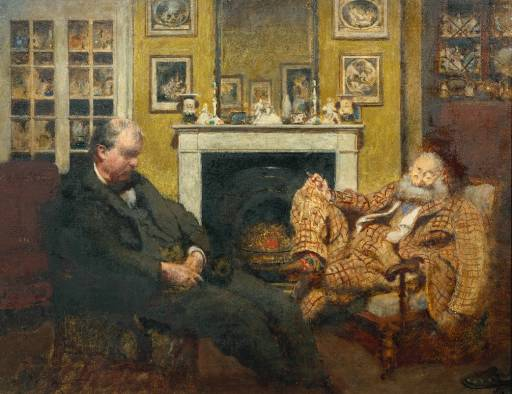
Henry Tonks: Sodales: Mr Steer and Mr Sickert (1930)
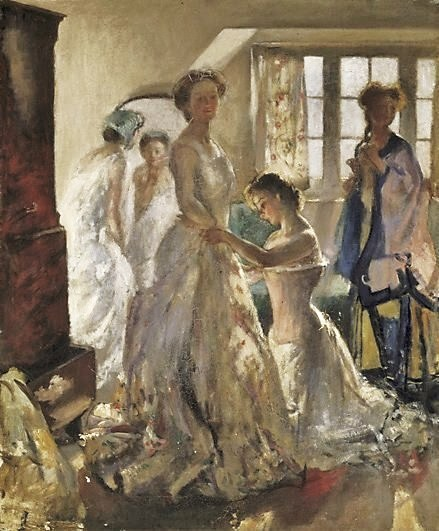
Henry Tonks: Matinee Rehearsal (1900)
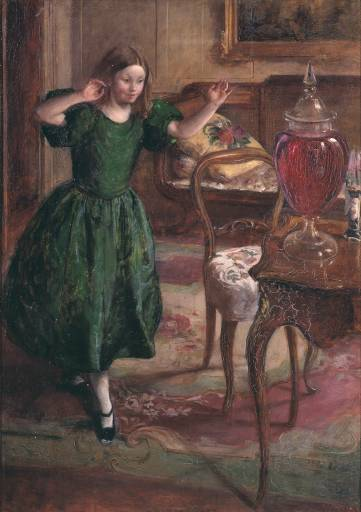
Henry Tonks: Rosamund and the Purple Jar (1900)

## Odkazy

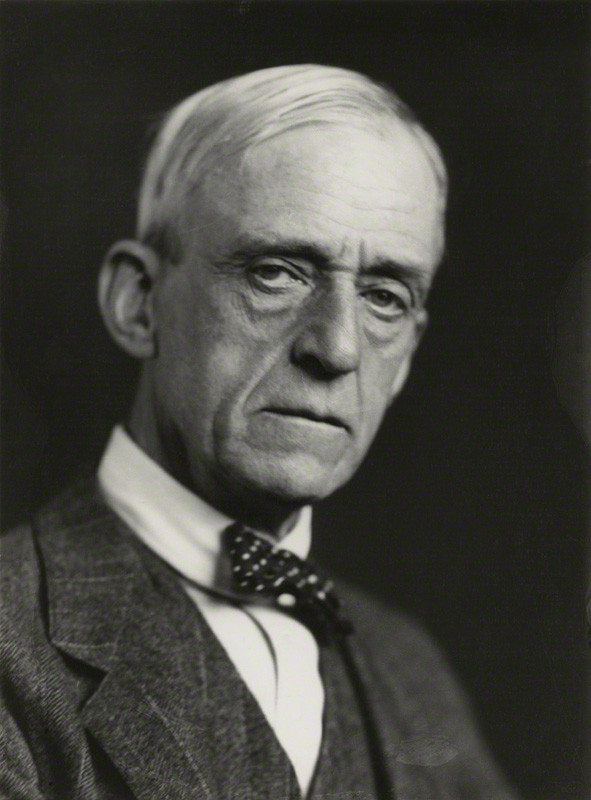
Henry Tonks, fotografie Georgea George Beresforda, 1922